# Distrito Industrial Limoeiro
Distrito Industrial Limoeiro é um bairro e distrito industrial do município brasileiro de Timóteo, no interior do estado de Minas Gerais. Localiza-se no distrito-sede, estando situado na Regional Leste. Segundo o censo demográfico de 2022, realizado pelo Instituto Brasileiro de Geografia e Estatística (IBGE), sua população era de 15 habitantes e havia 6 domicílios particulares permanentes ocupados.
De acordo com o IBGE, em 2010 a população era de 32 habitantes e havia 14 domicílios particulares.

## História e descrição
Trata-se de um distrito industrial situado vizinho ao bairro Limoeiro que foi implantado em 1993, como forma de atender à demanda da então recém-criada Agência para o Desenvolvimento de Timóteo (ADT). Passou por reestruturação em 2008, quando possuía 84% de sua área loteada. Em 2017, o distrito possuía 66 empresas do ramo metalomecânico. O principal acesso se dá por meio da Avenida Pinheiro.
A poluição gerada pelo distrito industrial já foi alvo de questionamentos pelos moradores de bairros próximos, como Limoeiro, Alphaville e Recanto Verde. Dentre os problemas relatados, estão a produção de poeira, odores e excesso de fumaça que avançam para essas comunidades.